# 塞盖尔德
塞盖尔德，是匈牙利绍莫吉州所辖的一个村。总面积5.46平方公里，总人口230，人口密度42.1人/平方公里（2011年1月1日）。